# Vòng loại Cúp bóng đá châu Phi 2025 (Bảng K)
Bảng K của Vòng loại Cúp bóng đá châu Phi 2025 là một trong mười hai bảng đấu sẽ quyết định đội nào đủ điều kiện tham dự vòng chung kết Cúp bóng đá châu Phi 2025 diễn ra tại Maroc. Bảng K bao gồm 4 đội tuyển: Nam Phi, Uganda, Congo và Nam Sudan.
Các đội tuyển sẽ thi đấu với nhau theo thể thức vòng tròn một lượt (sân nhà – sân khách), các trận đấu diễn ra từ tháng 9 đến tháng 11 năm 2024.

## Bảng xếp hạng
| VT | Đội            | ST | T | H | B | BT | BB | HS  | Đ  | Giành quyền tham dự |     |     |     |     |     |
| -- | -------------- | -- | - | - | - | -- | -- | --- | -- | ------------------- | --- | --- | --- | --- | --- |
| 1  | Nam Phi        | 6  | 4 | 2 | 0 | 16 | 5  | +11 | 14 | Vòng chung kết      |     | —   | 2–2 | 5–0 | 3–0 |
| 2  | Uganda         | 6  | 4 | 1 | 1 | 8  | 5  | +3  | 13 | Vòng chung kết      |     | 0–2 | —   | 2–0 | 1–0 |
| 3  | Cộng hòa Congo | 6  | 1 | 1 | 4 | 4  | 12 | −8  | 4  |                     |     | 1–1 | 0–1 | —   | 1–0 |
| 4  | Nam Sudan      | 6  | 1 | 0 | 5 | 6  | 12 | −6  | 3  |                     | 2–3 | 1–2 | 3–2 | —   |     |

## Các trận đấu
| Cộng hòa Congo | 1–0      | Nam Sudan |
| -------------- | -------- | --------- |
| - Massanga 12' | Chi tiết |           |

| Nam Phi                     | 2–2      | Uganda                 |
| --------------------------- | -------- | ---------------------- |
| - Foster 14' - Mbatha 90+5' | Chi tiết | - Omedi 51' - Mato 53' |

| Uganda                        | 2–0      | Cộng hòa Congo |
| ----------------------------- | -------- | -------------- |
| - Kayondo 21' - Ssemugabi 85' | Chi tiết |                |

| Nam Sudan                       | 2–3      | Nam Phi                              |
| ------------------------------- | -------- | ------------------------------------ |
| - Okello 15' (ph.đ.) - Yuel 57' | Chi tiết | - Appollis 17', 45+2' - Mbatha 90+5' |

| Uganda       | 1–0      | Nam Sudan |
| ------------ | -------- | --------- |
| - Mugabi 47' | Chi tiết |           |

| Nam Phi                                                    | 5–0      | Cộng hòa Congo |
| ---------------------------------------------------------- | -------- | -------------- |
| - Mokoena 12', 27' - Aubaas 37' - Foster 52' - Rayners 78' | Chi tiết |                |

| Nam Sudan  | 1–2      | Uganda                        |
| ---------- | -------- | ----------------------------- |
| - Juma 21' | Chi tiết | - Omedi 15' - Leku 66' (l.n.) |

| Cộng hòa Congo      | 1–1      | Nam Phi       |
| ------------------- | -------- | ------------- |
| - Bassouamina 45+3' | Chi tiết | - Mokwana 33' |

| Nam Sudan                      | 3–2      | Cộng hòa Congo   |
| ------------------------------ | -------- | ---------------- |
| - Ezibon 31', 45+2' - Elly 84' | Chi tiết | - Ibayi 26', 35' |

| Uganda | 0–2      | Nam Phi                        |
| ------ | -------- | ------------------------------ |
|        | Chi tiết | - Morena 49' - Maswanganyi 89' |

| Nam Phi                                              | 3–0      | Nam Sudan |
| ---------------------------------------------------- | -------- | --------- |
| - Rayners 7' - Maswanganyi 22' - Mokoena 50' (ph.đ.) | Chi tiết |           |

| Cộng hòa Congo | 0–1      | Uganda        |
| -------------- | -------- | ------------- |
|                | Chi tiết | - Mutyaba 55' |

## Cầu thủ ghi bàn
Đã có 34 bàn thắng ghi được trong 12 trận đấu, trung bình 2.83 bàn thắng mỗi trận đấu.
3 bàn thắng
- Teboho Mokoena

2 bàn thắng
- Christopher Ibayi
- Oswin Appollis
- Lyle Foster
- Patrick Maswanganyi
- Thalente Mbatha
- Iqraam Rayners
- Ebon Ezibon
- Denis Omedi

1 bàn thắng
- Mons Bassouamina
- Chandrel Massanga
- Bathusi Aubaas
- Elias Mokwana
- Thapelo Morena
- Data Elly
- Yohanna Juma
- Tito Okello
- Valentino Yuel
- Aziz Kayondo
- Rogers Mato
- Bevis Mugabi
- Travis Mutyaba
- Jude Ssemugabi

1 bàn phản lưới nhà
- Alfred Leku (trong trận gặp Uganda)